# سیارووتسی
سیارووتسی (به بلغاری: Syarovtsi) یک منطقهٔ مسکونی در بلغارستان است که در شهرستان دریانوو واقع شده‌است.